# Karin Mortensen
Karin Ørnhøj Mortensen (Horsens, 26 settembre 1977) è un'ex pallamanista danese.
Con la maglia della nazionale danese ha vinto l'oro olimpico ai Giochi di Sydney 2000 e ai Giochi di Atene 2004.

## Palmarès

### Giocatrice

#### Club
- Coppa delle Coppe EHF: 1

Ikast Bording: 2003-2004

#### Nazionale
- Oro olimpico: 2

Sydney 2000
Atene 2004
- Campionato europeo

 Oro: Danimarca 2002
 Argento: Ungheria 2004

### Individuale
- Miglior giocatrice al campionato europeo: 1

Danimarca 2002
- Miglior portiere al campionato europeo: 2

Danimarca 2002, Ungheria 2004